# James Thomson (Schriftsteller, 1700)

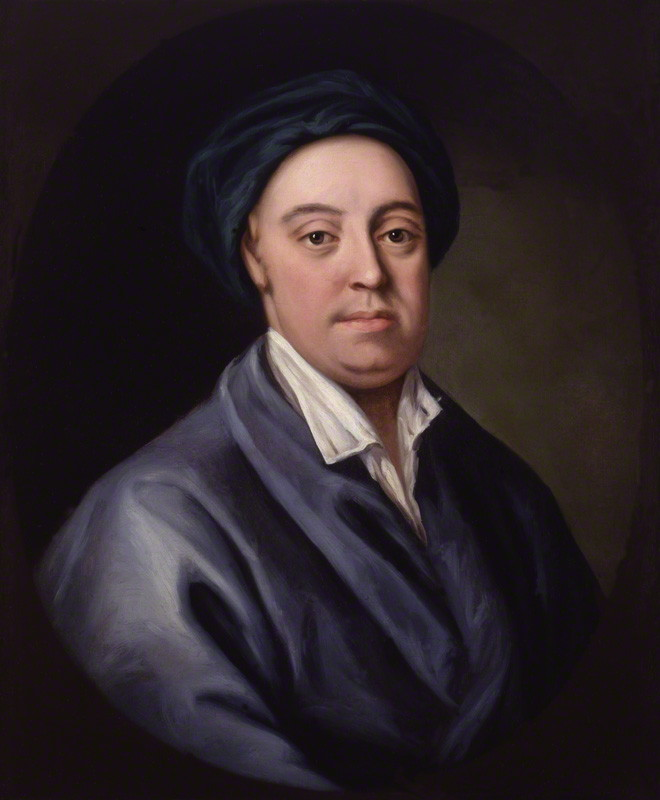
James Thomson

James Thomson (* 11. September 1700 in Ednam, Roxburghshire; † 27. August 1748) war ein schottischer Schriftsteller.

## Leben
Während seiner Zeit als Student der Theologie an der Universität Edinburgh veröffentlichte er erste Gedichte, die hauptsächlich das Jed Valley, in dem er aufwuchs, zum Thema hatten. Als seine Predigten dann als zu blumig kritisiert wurden, gab er sein Studium auf und ging 1725 nach London.
Dort traf er andere Literaten, darunter seinen Landsmann David Mallet, und wurde schnell erfolgreich. Er gewann die Gunst von Frederick, Prince of Wales, den er auch politisch unterstützte, wurde Hauslehrer für den Sohn von Sir Charles Talbot, der später Zweiter Kronanwalt (Solicitor-General) und anschließend Sekretär im Kanzleigericht war.
Von 1726 bis 1730 erschien Thomsons vierteiliger  Gedichtzyklus Seasons, kurze Zeit später gefolgt von der poetischen Erzählung Liberty (5 Teile, 1735–36), die er Frederick, Prince of Wales, widmete. Er schrieb mehrere Theaterstücke, darunter The Tragedy of Sophonisba (1734), und arbeitete mit Mallet zusammen an dem Maskenspiel Alfred, das das Lied Rule, Britannia! enthielt und in Cliveden, dem Landsitz des Prince of Wales, uraufgeführt wurde. Nach Talbots Tod verlor Thomson die Gunst des Prinzen und seine Karriere endete mit The Castle of Indolence, seinem bekanntesten Stück, das kurz vor seinem Tod veröffentlicht wurde.
Vierzehn Jahre nach dem englischen Original (1744) veröffentlichte Barthold Heinrich Brockes seine deutsche Fassung der Seasons. Im Jahr 1801 erschien Joseph Haydns Oratorium Die Jahreszeiten mit einer auszugsweisen Textbearbeitung durch Gottfried van Swieten.
Darüber hinaus bildete dieses Werk den Anlass für zwei wichtige Rechtsentscheidungen (Millar v. Taylor; Donaldson v. Beckett) in der Geschichte des Urheberrechts.